# Штайнберг (Шлезвиг)
Штайнберг (нем. Steinberg) — община в Германии, в земле Шлезвиг-Гольштейн.
Входит в состав района Шлезвиг-Фленсбург. Подчиняется управлению Штайнбергирхе. Население составляет 900 человек (на 31 декабря 2010 года). Занимает площадь 16,24 км².